# Ixora pubigera
Ixora pubigera är en måreväxtart som beskrevs av Charles-Joseph Marie Pitard. Ixora pubigera ingår i släktet Ixora och familjen måreväxter. Inga underarter finns listade i Catalogue of Life.